# The Ghost of Rosy Taylor
The Ghost of Rosy Taylor er en amerikansk stumfilm fra 1918 af Edward Sloman.

## Medvirkende
- Mary Miles Minter som Rhoda Eldridge Sayles
- Allan Forrest som Jacques Le Clerc
- George Periolat som Charles Eldridge / Joseph Sayles
- Helen Howard som Mrs. Jeanne Du Vivier
- Emma Kluge som Mrs. Herriman-Smith